# بيرغر إريكسن
بيرغر إريكسن (بالنرويجية البوكمول: Birger Eriksen)‏ هو ضابط نرويجي، ولد في 17 نوفمبر 1875 في Moskenes Municipality ‏ في النرويج، وتوفي في 16 يوليو 1958 في أوسلو في النرويج.